# Hans Fischer (motociclista)
Hans Fischer   (Chemnitz, 12 de desembre de 1936 - Gelenau, setembre 2008) fou un pilot de motociclisme alemany que va reeixir tant en competicions de fora d'asfalt com de velocitat. Pel que fa a l'enduro, en va guanyar diversos campionats de la RDA i va obtenir èxits als Sis Dies Internacionals (ISDT) i al Ral·li dels Alps austríacs; en velocitat, va guanyar nombroses curses a la RDA i a l'estranger.

## Biografia
Hans Fischer va començar a excel·lir en competicions d'enduro el 1955. A 18 anys en va ser campió del districte de Karl-Marx-Stadt, va guanyar una medalla d'or als campionats de la RDA i va participar en l'estrena de la cèlebre prova Rund um Zschopau. Un any més tard hi va guanyar en la categoria de 125 cc i es va convertir en campió de la RDA després de dues victòries més a Suhl i Berlín. El 1957 va participar en els ISDT amb una MZ ES 250 i, al costat de Lothar Bock (amb una Simson 250), va aconseguir una de les dues primeres medalles d'or mai guanyades per un pilot de la RDA en aquesta prova. Més tard va tornar a guanyar la Rund um Zschopau i va revalidar el seu campionat de la RDA en la classe de 250cc. El 1958 va guanyar la prova de quatre dies d'Erfurt i el Ral·li dels Alps austríacs, a més d'obtenir una nova medalla d'or als ISDT. Tot seguit, va decidir de combinar l'enduro amb les curses de velocitat.
El 1959, Fischer va ser tercer a Sachsenring i segon a Tampere (Finlàndia). Al Rund um Zschopau, a l'octubre, va marcar el temps més ràpid i no només va obtenir la victòria a la classe de 250cc, sinó també l'absoluta. Un any després va aconseguir les seves primeres victòries en Gran Premi a la categoria de 125cc al Gran Premi de Finlàndia (Hèlsinki), al Gran Premi de Iugoslàvia (Opatija) i al circuit de Hockenheimring. El 1962 va ser tercer al Gran Premi de la RDA de 125cc a Sachsenring, darrere de Luigi Taveri i Jim Redman. El juny de 1963, Fischer va caure en una col·lisió múltiple a Opatija i va patir una lesió de llarga durada. El 1965, ja recuperat, va tornar a les competicions de fora d'asfalt i va guanyar una medalla d'or al Rund um Zschopau, acabant tercer a la seva classe. Tot seguit, va posar punt final a la seva carrera esportiva.